# Угаров, Фёдор Яковлевич
Фёдор Я́ковлевич Уга́ров (14 (26) февраля 1885, Тверская губерния — 22 апреля 1932, Берлин) — советский партийный и профсоюзный деятель. Член Коммунистической партии с 1905 года.

## Биография
Родился в крестьянской семье. Рабочий-слесарь, вёл партийную работу в Петербурге. Неоднократно подвергался арестам и ссылкам.
В 1917 году — член Петроградского совета, участвовал в организации Красной Гвардии, в Октябрьском вооружённом восстании, затем работал в Наркомате труда.
В 1918—1919 годах — на политработе в Красной Армии.
В 1919—1922 годах — председатель Киевского губсовета, заместитель председателя Южбюро ВЦСПС.
В 1922—1925 годах — председатель Южбюро и Всеукраинского совета профсоюзов,
В 1925—1929 годах — председатель Ленинградского облсовета профсоюзов. В 1928—1929 примыкал к правому уклону в ВКП(б).
С 1930 года на хозяйственной работе в Москве. На XIV съезде партии (1925) избирался кандидатом в члены ЦК, на XV (1927) — членом ЦК. В 1923—1925 годах — член Политбюро ЦК КП(б)У. Был членом ВУЦИК и ЦИК.
Умер 22 апреля 1932 года в Берлине, где проходил лечение от тяжёлой болезни.

## Награды
- Орден Трудового Красного Знамени